# مارینا فدورووا
مارینا فدورووا (روسی: Марина Максимовна Фёдорова؛ زادهٔ ۱۰ مهٔ ۱۹۹۷) بازیکن فوتبال اهل روسیه است.
وی همچنین در تیم‌های ملی فوتبال Russia women's national under-19 football team، زنان روسیه، و Russia women's national beach soccer team بازی کرده‌است.
وی در مسابقات کشوری و بین‌المللی در مجموع برندهٔ ۲ مدال طلا، ۱ مدال برنز شده‌است.